# Estrées-Deniécourt
Estrées-Deniécourt település Franciaországban, Somme megyében. Lakosainak száma 373 fő (2022. január 1.). Estrées-Deniécourt Ablaincourt-Pressoir, Assevillers, Belloy-en-Santerre, Berny-en-Santerre, Fay és Soyécourt községekkel határos.

## Népesség
A település népességének változása:
| Lakosok száma | 346  | 332  | 336  | 330  | 326  | 328  | 344  | 358  | 373  |
|               | 2013 | 2015 | 2016 | 2017 | 2018 | 2019 | 2020 | 2021 | 2022 |